# Leopoldo Tarantini
Leopoldo Tarantini (Rutigliano, 25 maggio 1811 – Napoli, 9 maggio 1882) è stato un politico, avvocato e librettista italiano.

## Biografia
Nato a Rutigliano, di professione avvocato, venne eletto alla Camera del Regno d'Italia nella XII legislatura alle elezioni suppletive del 21 e 28 febbraio 1875 per il collegio di Minervino Murge, dopo la rinuncia di Francesco De Luca in favore del collegio di Serrastretta.
Fu anche scrittore, poeta e librettista di opere liriche.